# 阿利斯特·哈代
阿利斯特·哈代爵士（英語：Sir Alister Clavering Hardy，1896年2月10日—1985年5月22日），英國海洋生物學家。

## 生平
他於1960年提出了水猿假說。他於1928年至1942年在赫爾大學任動物學教授。1942年轉到阿伯丁大學任教至1946年。1946年至1961年在牛津大學擔任林纳克动物学教授。